# Autoarchivace
Autoarchivace (Některé zdroje uvádějí též jako auto–archivace, anglicky self-archiving.) znamená uložení elektronické verze dokumentu (vědecké či akademické práce) ve formě postprintu (verze textu po recenzním řízení) nebo preprintu (verze textu před recenzním řízením) do digitálního repozitáře (digitálního archivu) nebo na webovou stránku samotným autorem.

## Charakteristika
Autoarchivace patří do procesu tzv. zelené cesty otevřeného přístupu (Green Open Access). Je jedním ze základních způsobů, jak poskytnout čtenářům otevřený přístup k vědeckým poznatkům. Přináší rychlejší výměnu informací a zvyšuje potenciální okruh čtenářů (dokument, např. e-print vědeckého článku, je dostupný zdarma komukoli bezprostředně po jeho uložení). Také zvyšuje citovanost dokumentu, neomezená dostupnost zvyšuje míru citací. Zviditelnění uloženého e-printu pomáhá jednak indexace repozitářů internetovými vyhledávači a také interoperabilita samotných repozitářů.
Uložit dokument do repozitáře není časově náročné, autoarchivaci po povolení vydavatelem může provést sám autor nebo s asistencí knihovníka - administrátora repozitáře. Existují také nástroje pro dávkové importy dat.
Téměř 60 % vydavatelů vědeckých časopisů v databázi SHERPA/RoMEO autoarchivaci nezakazuje. Většina vydavatelství (Springer, Elsevier, IEEE, Akademie věd ČR,… ) autoarchivaci umožňuje, ale v různých podobách. Podoby jsou k nalezení na domovských stránkách těchto institucí

## Využití / nízká míra autoarchivace
Autoarchivace má velkou tradici ve fyzikálních oborech, v počítačových vědách, matematice a ekonomii. V ostatních oborech je autoarchivace málo využívána.

### Příčiny
Autoři mají nízké povědomí o tom, co archivování otevřeným přístupem znamená a jaké poskytuje výhody. Není jejich přirozenou součástí práce. Vydavatelé nepropagují svoji podporu autoarchivace, proto se předpokládá malá náklonnost z jejich strany pro tento způsob publikování.

### Možnosti posílení autoarchivace
Nizozemský projekt Cream of Science vsadil na prestiž:
- Vybral publikační činnost 207 nejvýznamnějších odborníků a propaguje dostupnost plných textů pomocí sítě repozitářů.
- Umožňuje přístup až k 60 % volně dostupných plných textů.
- Smlouvy uzavřené před rokem 1997 nezmiňují digitální verze článků, proto mohou být volně dostupné v repozitářích.

Metoda „cukru a biče“ – University of Minho (Portugalsko):
- Nástroje využívané pro získávání uživatelů: a) statistiky, b) požadavek na kopii dokumentu emailem, c) řízené slovníky pro metadatový popis, d) komentování a doporučování dokumentů, e) webová komunikace.
- Jednotlivá pracoviště jsou finančně odměňována za vložení dokumentů. Částka je odstupňována podle množství, typu a stáří dokumentů, které byly uloženy.
- Zavedení povinné autoarchivace.

Povinná autoarchivace:
- Je přirovnávána k imperativu „publish or perish“, který implikuje povinnost autora publikovat v každém případě.
- ROARMAP.

## Otázka autorsko-právní
Autoarchivace v režimu otevřeného přístupu neporušuje práva autora nebo vydavatele. Autoři jsou vlastníky autorských práv k článkům, které píší, a vydavatelé potřebují jejich svolení k publikování těchto článků. Vydavatelé často vyžadují převedení autorských práv, někdy dokonce sotva byl článek nabídnut časopisu. Nicméně autoři se mohou rozhodnout pro zachování svých práv a poskytnout vydavateli licenci ke zveřejnění.

## Přínosy autoarchivace

### Přínos pro uživatele
Autoarchivací e-printu článku lze usnadnit dostupnost vědeckých poznatků pro všechny zájemce, aniž by museli předplácet časopis, v němž článek vyšel.

### Přínos pro autory
Autoarchivace e-printů slouží oběma účelům: zajišťuje dostupnost výsledků vědecké práce a zároveň díky snadné dostupnosti pozitivně ovlivňuje míru citovanosti vědeckých článků.

### Přínos pro instituci
Autoarchivace přináší instituci alternativní evaluační měřítka. Repozitáře poskytují statistiky stažených souborů, které lze sledovat bez časové prodlevy bezprostředně po uložení e-printu do repozitáře. Statistiky počtu stažení predikují pozdější míru citovanosti článku. Aby statistické výstupy byly použitelné pro evaluaci a výsledky byly porovnatelné v rámci instituce, je důležité, aby autoarchivace probíhala systematicky, proto se instituce přiklánějí k tzv. povinné autoarchivaci (např. Queensland University of Technology, Université de Liège, Universidade do Minho, CERN)

### Povinná autoarchivace
Na Université de Liège prosadil její rektor Bernard Rentier politiku „green OA mandate“. Akademičtí pracovníci jsou povinni uložit do institucionálního repozitáře ORBi záznamy své publikační činnosti včetně plných textů. Autoarchivace je povinná, zpřístupnění v režimu open access je volitelné.
Povinná autoarchivace obnáší/spočívá v:
- uložení e-printu do institucionálního repozitáře,
- uložení bezprostředně po přijetí článku k vydání,
- uložení plného textu včetně bibliografických údajů,
- volitelné zpřístupnění v režimu open access nebo closed access.

Politiky povinné autoarchivace různých institucí jsou zpřístupněny přes databázi ROARMAP.

## Praktické kroky a postup při autoarchivaci

### 1. Výběr repozitáře
Autoři se mohou rozhodnout, do kterého repozitáře článek uloží. Výběr repozitáře se odvíjí od zavedených komunikačních zvyklostí určité vědecké komunity. Autoři usilují o co největší zviditelnění své práce, a proto si vybírají repozitář podle toho, jestli je využíván ostatními vědci z jejich vědního oboru. K autoarchivaci lze využít oborový repozitář.
Druhou možností je autoarchivace v institucionálním repozitáři, která vedle zviditelnění vědeckých výsledků přináší i další nástroje, jak hodnotit vědecký výkon pracovníků a pracovišť vědecko-výzkumné organizace.
Sirotčí repozitáře: pokud se autor rozhodne uložit svoji práci do repozitáře, ale v jeho prostředí neexistuje vhodný institucionální nebo oborový repozitář, může využít takzvaného sirotčího repozitáře, kam své dílo uloží. Takovou službu v České republice poskytuje OpenAire.
Největšími registry repozitářů jsou ROAR a OpenDOAR.

### 2. Ověření autorských práv
Před uložením e-printu do repozitáře je potřeba ověřit, zda vydavatel autoarchivaci povoluje. Informace lze získat na webových stránkách vydavatelů nebo webech jednotlivých časopisů. Služba SHERPA/RoMEO shromažďuje záznamy politik vydavatelů, které určují, jak mohou autoři se svým článkem nakládat.

### 3. Uložení e-printu do repozitáře
Digitální repozitáře zpravidla budují a spravují knihovny, které se starají především o kvalitu popisných metadat, podílejí se na vytváření vkládacího workflow a asistují při samotném vkládání dokumentů do repozitářů.
Repozitáře často spolupracují s jinými informačními systémy, z nichž těží údaje potřebné pro správu digitálních sbírek. Informace o dokumentech jsou předávány do repozitářů dávkově. Pokud v instituci není nastaven podobný tok dat, mohou si autoři ve spolupráci s knihovnou vytvořit v repozitáři vlastní pracovní prostředí a vkládat si dokumenty do repozitáře sami nebo s pomocí knihovníka.

### 4. Request button
Dříve označováno jako separát.
V případě, že vydavatel neumožňuje autorovi volně šířit svůj článek uložením jeho e-printu do otevřeného repozitáře, může se autor přesto rozhodnout uložit e-print do repozitáře s omezením přístupu k plnému textu. Zájemce o e-print uložený v repozitáři využije tlačítko request button, které automaticky odešle e-mail autorovi se žádostí o zaslání článku. Request button je elektronickou obdobou šíření tištěných reprintů.